# Jean-Jacques Boissard
Pour les articles homonymes, voir Boissard.
Jean-Jacques Boissard, en latin Janus Jacobus Boissardus, né à Saint-Hippolyte en 1528 et mort à Metz le 30 octobre 1602, est un antiquaire et poète néolatin franc-comtois. Il est aussi dessinateur, graveur et éditeur. Il est le neveu de l’helléniste Hugues Babet.

## Biographie
Boissard naît a Saint Hippolyte dans une grande famille de magistrats. Il est d'abord instruit très jeune par son oncle Hugues Babet, puis continue ses études à Besançon. Il entreprend ensuite un voyage en Allemagne avec son oncle, enseignant de grec ancien itinérant, où il suit ses enseignements dans les universités de Strasbourg, Heidelberg, Cologne et Louvain. C'est à Louvain qu'il quitte son oncle pour se fixer définitivement à Metz d'où il entreprit de nombreux voyages à travers l’Europe (Italie, Grèce...) jusqu'à la Syrie à la recherche de sites antiques, qu'il dessine et reproduit dans des ouvrages.
Il épouse, en 1587, Marie Aubry, fille de l'éditeur Jean Aubry.

## Contributions
Boissard a fait connaître de nombreux monuments et inscriptions antiques et sa réputation a été grande jusqu'au XIXe siècle. Lors des travaux préparatoires de la rédaction de son Corpus Inscriptionum Latinarum, toutefois, Theodor Mommsen s'est rendu compte que ses publications comportaient des interpolations et des impostures. D'autres, après Mommsen, ont montré l'importance du travail de faussaire et de plagiaire de Boissard.

## Œuvres (liste partielle)
- Poemata, 1574 ;
- Habitus variarum gentium, Metz, 1581 avec figures ;
- Emblematum liber, Francfort, 1593, avec figures ;
- Theatrum vitæ humanæ, 1596
- (avec le graveur Théodore de Bry[8]) Icones quinquaginta virorum illustrium, doctrina et eruditione præstantium, parties 1 et 2, 1597–1598 ;Les successeurs de Boissard et de Bry appelleront Bibliotheca chalcographica cet ensemble, où le nombre de biographies passera de 100 à 437 et le nombre de parties de 2 à 9[9].
- Topographia urbis Romae, Francfort, 1597–1602 ;
- De divinatione et magicis praestigiis, Oppenheim, 1615 ;
- Parnassus biceps, Francfort, 1627[10].